# Polinização cruzada
A polinização cruzada distingue-se da autopolinização porque no primeiro caso, o pólen de uma flor fecunda o estigma de outra flor, de um mesmo indivíduo ou de outro.O agente principal da polinização cruzada é o vento, mas em algumas espécies, insetos e pássaros são importantes. E até mesmo pessoa.

## Importância
As espécies que possuem polinização cruzada, normalmente, possuem uma grande variabilidade genética, e facilitam o trabalho de melhoramento através de cruzamentos entre variedades. Os processos de desenvolvimento de híbridos são facilitados nas espécies de fecundação cruzada.

## Características das plantas
As plantas de fecundação cruzada possuem alguma das características abaixo que impedem a auto-polinização:
- Flores somente masculinas ou somente femininas. Ex: cucurbitáceas, abóbora, pepino.
- Maturação diferenciada dos órgãos reprodutores (dicogamia), assim quando os estames se encontram maduros, o estigma já se encontra fecundado por outra planta, ou vice-versa.
- Grande distância entre estigma e estame ou posicionamento morfológico que dificulta a auto-polinização. Ex: maracujá.